# Hubert Kleff

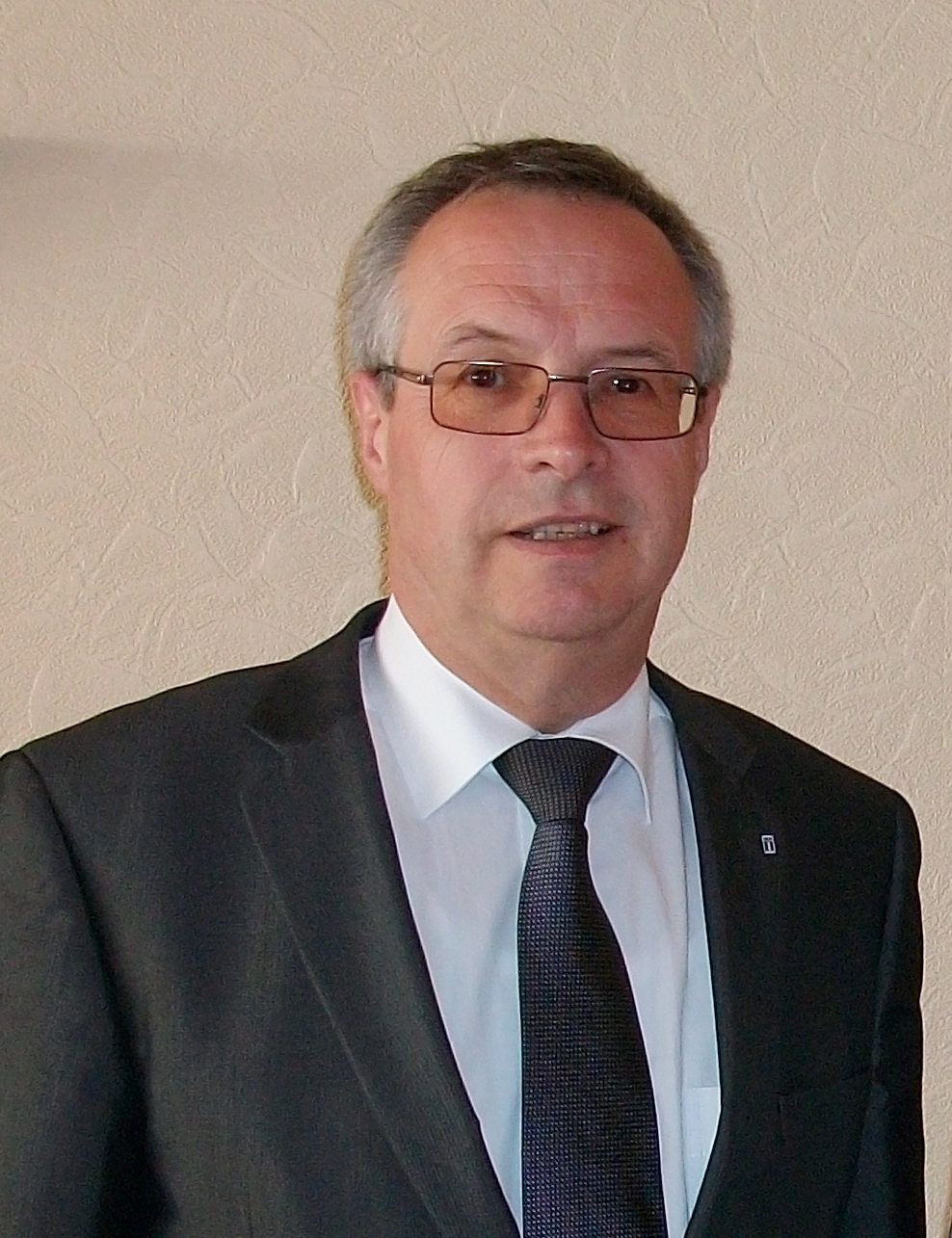
Hubert Kleff

Hubert Kleff (* 4. Januar 1948 in Olsberg) ist ein deutscher Politiker (CDU).
Kleff war vom 8. Juni 2005 bis zum 14. März 2012 als direkt gewählter Kandidat im (Wahlkreis 125 Hochsauerlandkreis II - Soest III) Mitglied des Landtages von Nordrhein-Westfalen. In dieser Zeit war er gesundheitspolitischer Sprecher der CDU-Landtagsfraktion und Sprecher der CDU-Fraktion im Petitionsausschuss.

## Ausbildung und Beruf
Nach seinem Volksschulabschluss 1962 absolvierte Hubert Kleff eine Ausbildung zum Sozialversicherungsfachangestellten, der 1972 die 2. Verwaltungsprüfung folgte. Von seiner Tätigkeit als Abteilungsleiter bei der AOK Westfalen-Lippe war er für die Dauer seines Landtagsmandats freigestellt.

## Familie
Hubert Kleff ist verheiratet.

## Partei
1979 trat Hubert Kleff der CDU bei mit dem Ziel, sich kommunalpolitisch zu betätigen. Von 1981 bis 1991 saß er für die CDU im Stadtrat von Olsberg, von 1984 bis 2004 war er Mitglied des Kreistages des Hochsauerlandkreises, außerdem von 1994 bis 2004 stellvertretender Landrat.
Er gehört der Christlich-Demokratischen Arbeitnehmerschaft (CDA) als stellvertretender Vorsitzender des Bezirksverbandes Sauer-Siegerland an und ist Gewerkschaftsmitglied bei ver.di.